# تاشيروجيما
تاشيروجيما هي جزيرة صغيرة تقع في إيشينوماكي بمحافظة مياغي.